# Gro (Vorname)
Gro oder Groa ist ein weiblicher Vorname, der vor allem in Norwegen verbreitet ist.

## Herkunft und Bedeutung des Namens
Gro sowie auch Groa stammen vermutlich vom altnordischen Wort „gróa“ ab, was so viel bedeutet wie wachsen oder heilen. Möglicherweise liegt der Ursprung allerdings im keltischen Wort „grauch“, was Frau bedeutet. Der Namenstag ist am 12. März. Groa wurde bereits im Jahr 1000 in Schweden als Name verwendet.

## Verbreitung
Der Name kommt in Norwegen seit 1880 in den Hitlisten vor. Von Ende der 1930er bis Anfang der 1980er Jahre war er besonders populär und gehörte zu den Top-100 Mädchennamen. Insgesamt wurde er von 1945 bis 2022 etwa 7.800 Mal vergeben, wobei in den letzten 10 Jahren nur circa 30 Mädchen so genannt wurden. Die beste Platzierung erreichte der Name im Jahr 1957 mit dem 21. Platz.
Gro wird in Dänemark seit 1985 fast jedes Jahr in der Namensgebung berücksichtigt. Besonders in den letzten 10 Jahren ist der Name populärer geworden, er wurde etwa 270 Mal vergeben. Dahingegen wurden von 1985 bis 2022 nur rund 380 Kinder so genannt. In Schweden ist Gro hingegen ein eher mäßig beliebter Name.

## Namensträgerinnen
- Gro Harlem Brundtland (* 1939), norwegische Politikerin
- Gro Dahle (* 1962), norwegische Schriftstellerin
- Gro Espeseth (* 1972), norwegische Fußballspielerin
- Gro Hammerseng-Edin (* 1980), norwegische Handballspielerin
- Gro Marit Istad-Kristiansen (* 1978), norwegische Biathletin
- Gro Swantje Kohlhof (* 1994), deutsche Schauspielerin
- Gro Kvinlog (* 1976), norwegische Skicrosserin
- Gro-Anita Mykjåland (* 1976), norwegische Politikerin
- Gro Skartveit (* 1965), norwegische Politikerin und Autorin
- Gro Steinsland (* 1945), norwegische Religionswissenschaftlerin